# Jégmadár Expressz
A Jégmadár expresszvonat egy Szob és Fonyód között a nyári szezonban közlekedő "fürdős" vasúti járat. Elő és utószezonban hétvégén napi 1 pár, nyári főszezonban megadott időszakban munkanapokon is közlekedik.

## Történet
2020-as nyári szezonban indult el az első járat Budapest-Keleti pályaudvarról Balatonszentgyörgyig és Fonyódig sebesvonatként. Hétvégente 3 pár vonatként.
2021-es nyári szezontól a vonat Budapest-Keleti pályaudvar helyett hétvégén Szobról indul, és csak Fonyódig közlekedik napi 1 párként. Munkanapokon a vonat csak Budapest-Kelenföldről indul. Szob és Rákospalota-Újpest között G70-es vonat megállási rendje szerint közlekedik. A vonat Velencén megáll.
2023-ban a vonat elő és utószezonban is közlekedik hétvégenként. Nyári főszezontól munkanapokon is Szobról közlekedik.

## Útvonal
A vonat Szobról indul Vác, Budapest-Kelenföld, Székesfehérvár és Siófok érintésével közlekedik.

## Megállóhelyei
| Megállóhelyek                                                                 |
| ----------------------------------------------------------------------------- |
| 1. Szob                                                                       |
| 2. Szob alsó                                                                  |
| 3. Zebegény                                                                   |
| 4. Nagymaros                                                                  |
| 5. Nagymaros-Visegrád                                                         |
| 6. Kismaros                                                                   |
| 7. Vác                                                                        |
| 8. Vác-Alsóváros                                                              |
| 9. Felsőgöd                                                                   |
| 10. Dunakeszi-Gyártelep                                                       |
| 11. Rákospalota-Újpest                                                        |
| 12. Kőbánya felső (Csak hétköznapokon, illetve elő -és utószezonban áll meg.) |
| 13. Budapest-Kelenföld                                                        |
| 14. Velence                                                                   |
| 15. Székesfehérvár                                                            |
| 16. Balatonaliga                                                              |
| 17. Szabadisóstó                                                              |
| 18. Szabadifürdő                                                              |
| 19. Siófok                                                                    |
| 20. Balatonszéplak felső                                                      |
| 21. Balatonszéplak alsó                                                       |
| 22. Zamárdi felső                                                             |
| 23. Zamárdi                                                                   |
| 24. Szántód                                                                   |
| 25. Balatonföldvár                                                            |
| 26. Balatonszemes                                                             |
| 27. Balatonlelle                                                              |
| 28. Balatonboglár                                                             |
| 29. Fonyódliget                                                               |
| 30. Fonyód                                                                    |